# Janko Bubalo
Janko Bubalo (Turčinovići, Široki Brijeg , 31 de enero de 1913 -  Humac, Ljubuški, Bosnia 27 de febrero de 1997 ) fue un sacerdote católico, conferencista, misionero, poeta y escritor croata y bosnio conocido por su labor de evangelización en medios de comunicación y libros sobre catolicismo y las apariciones marianas de Medjugorje, especialmente por haber sido el director espiritual de la vidente católica de las Apariciones marianas de Medjugorje Vicka Ivanković.

## Biografía
Janko Bubalo nació en Turčinovići, Široki Brijeg el 31 de enero de 1913  completó la escuela primaria y seis escuelas de gramática en Široki Brijeg, luego se unió a la Orden Franciscana en  Humac, Ljubuški (1932).   
Después del noviciado, asistió a los grados séptimo y octavo de la escuela secundaria en Široki Brijeg. Comenzó sus estudios filosófico-teológicos en Mostar y terminó en Wroclaw (Silesia).  

### Apariciones marianas de Medjugorje
El padre Janko Bubalo ha seguido los acontecimientos de relacionados con las Apariciones marianas de Medjugorje, ha estado presente desde sus comienzos y durante esos años ha adquirió bastante experiencia sobre la espiritualidad de Medjugorje, mediante las numerosas confesiones llevadas a cabo.  
El resultado visible de ese trabajo es el libro «Mil encuentros con la Virgen en Medjugorje» (1985) que ha sido premiado, llegando a ser un éxito mundial. 
En este libro Janko Bubalo habla sobre la vidente Vicka Ivanković y sus experiencias. 
El Fray Janko dialogó también con los otros videntes pero al final publicó mayoritariamente su conversación con Vicka Ivanković pues le pareció que sus respuestas eran las más completas de entre todas. 
Las declaraciones de los demás videntes no se diferenciaban considerablemente en ningún punto. 
Sobre la apariencia de la Virgen, según sus palabras, estuvo hablando con todos ellos en varias ocasiones y no ha publicado nada en lo que previamente no consintiesen.
A medida que pasaba el tiempo, desde el momento de las apariciones, se fueron multiplicando los intentos de representación de la imagen de la Virgen. 
Muchas de ellas eran opuestas a lo que decían los videntes. Para aclararlo un poco, el padre Janko Bubalo, aunque ya entrado en años (nació en 1913), llevó a cabo un nuevo intento y envió a todos los videntes una encuesta sobre la apariencia de la Virgen. 
La mayor parte de ellos respondieron a la encuesta de fray Janko (Ivan Dragicevic, Vicka Ivankovic, Marija Pavlovic, Ivanka Ivankovic y Mirjana Dragicevic). El conjunto de sus respuestas fueron firmadas personalmente en el monasterio de  Humac, Ljubuški el 23 de julio de 1992. Jakov Colo no la rellenó por razones justificadas, pero estuvo de acuerdo con lo dicho por los otros videntes y no quiso añadir nada en especial.

## obras
- 1973 Pasos de ayer (Canciones)
- 1974 Al filo de la nada (Poemas)
- 1974 Gira sin fin (Poemas)
- 1975 Entre sueño y banderas (Canciones)
- 1977 Range of the Moment (Canciones)
- 1979 Árbol amargo (Poemas))
- 1983 Bendición de regalos (Poemas seleccionados)
- 1992 Días apocalípticos (Memorias en prosa)
- 1995 Al final de la cosecha (Poemas seleccionados)